# الكواكب الدراري في شرح صحيح البخاري
الكواكب الدراري في شرح صحيح البخاري: هو كتاب ألفه محمد بن يوسف بن علي بن سعيد، شمس الدين الكرماني (المتوفى: 786هـ)، عدد الأجزاء: 25 جزء.
هذا الكتاب: يشتمل شرحًا لطيفًا على صحيح البخاري حيث شرح المؤلف الأحاديث وبين المعاني التي يمكن أن تأتي عليها وشرح أسماء الرواة وأوضحها، معرجًا على كثير من المسائل النحوية والبلاغية مما يجعل الكتاب مرجعًا في اللغة أيضًا.

## الأبواب الرئيسة للمصنف
| كتاب الإيمان       | كتاب النكاح         | كتاب الأيمان والنذور         |
| كتاب العلم         | كتاب الطلاق         | كتاب الكفارات                |
| كتاب الوضوء        | كتاب النفقات        | كتاب الفرائض                 |
| كتاب الغسل         | كتاب الأطعمة        | كتاب الحدود                  |
| كتاب الحيض         | كتاب العقيقة        | كتاب المحاربين               |
| كتاب التيمم        | كتاب الصيد والذبائح | كتاب الديات                  |
| كتاب الصلاة        | كتاب الأضاحى        | كتاب استتابة المرتدين        |
| كتاب مواقيت الصلاة | كتاب الأشربة        | كتاب الإكراه                 |
| كتاب الأذان        | كتاب المرضى         | كتاب الحيل                   |
| كتاب الجمعة        | كتاب الطب           | كتاب التعبير                 |
| كتاب الخوف         | كتاب اللباس         | كتاب الفتن                   |
| كتاب العيدين       | كتاب الأدب          | كتاب الأحكام                 |
| كتاب الوتر         | كتاب الاستئذان      | كتاب التمني                  |
| كتاب الاستسقاء     | كتاب الدعوات        | كتاب خبر الواحد              |
| كتاب الخسوف        | كتاب الرقائق        | كتاب الاعتصام بالكتاب والسنة |
| أبواب سجود القرآن  | كتاب الحوض          | كتاب التوحيد                 |
| كتاب التقصير       |                     |                              |

## وصف الكتاب
شرح الكِرماني شرح متوسط ليس بالطويل مثل فتح الباري وعمدة القاري ولا بمختصر مثل شرح الخطابي، وهو شرح مشهور بالقول يعني يأتي باللفظة المراد شرحها فيقول: «قوله»، وهو جامع لفرائد الفوائد، وزوائد الفرائد. افتتحه بمقدمةٍ أشاد فيها بعلم الحديث وأهله، وأن صحيح البخاري أجلّ الكتب الصحيحة نقلاً وروايةً وفهماً ودراية، وأكثرها تعديلاً وتصحيحاً وضبطاً وتنقيحاً واستنباطاً واحتياطاً، قال: وفي الجملة هو أصح الكتب المؤلفة فيه على الإطلاق.
ثم تحدث باختصار عن الشروح السابقة كابن بطال والخطابي ومغلطاي، ثم ذكر منهجه في كتابه، وأنه يشرح المفردات، الألفاظ غير الواضحة، ويوجه الإعرابات النحوية غير اللائحة، يتعرض لبيان خواص التراكيب بحسب علوم البلاغة، ثم يذكر ما يستفاد وما يتعلق بالحديث من المسائل الكلامية على حد زعمه، ثم يذكر ما يتعلق بأصول الفقه من الخاص والعام والمجمل والمبين وأنواع الأقيسة، ثم يذكر ما يتعلق بالمسائل الفقهية والمباحث الفروعية، ثم يذكر ما يتعلق بالآداب والدقائق، ثم ما يتعلق بعلوم الحديث واصطلاحات المحدثين، ثم يذكر اختلاف النسخ، فيرجح بعضها على بعض ثم يتعرض لأسماء الرجال، ثم يوضح الملتبس ويكشف المشتبه، ويبين المختلف والمؤتلف من الأسماء والأنساب وغيرها، ثم بعد ذلك يؤلف بين الأحاديث المتعارضة حسب الظاهر، ثم يبين مناسبة الأحاديث التي في كل باب، ثم بعد ذلكم ذكر في المقدمة رواة الصحيح كالسرخسي والكشميهني وأبي ذر الهروي وترجم لهم، ثم ترجم للإمام البخاري ترجمةً متوسطة، ثم ختم المقدمة بموضوع علم الحديث وحده، وعدد كتب الجامع وأحاديثه.
ويهتم بالرواة فيذكر اسم الراوي كاملاً وما يستطرف من أخباره بإيجاز لينشط القارئ، ويحفزه على القراءة، وليس مثل انتقاء وانتخاب النووي، كما ينبه على لطائف الأسانيد كالعلو والنزول وأوطان الرواة وصيغ الأداء وغير ذلك.
والكتاب عُمدة لمن جاء بعده من الشراح، فلا تكاد تخلو صفحة واحدة من فتح الباري أو عمدة القاري أو إرشاد الساري من نقل عن هذا الكتاب، فالحافظ ابن حجر نقل عنه كثيراً في مئات المواضع، وتعقبه أيضاً في كثير من المواطن.
قال ابن حجر العسقلاني في الدرر الكامنة: «هو شرح مفيد على أوهامٍ فيه في النقل؛ لأنه لم يأخذه إلا من الصحف»، وقال العيني بعد أن تعقب الكرماني في الجزء الأول صفحة (101): «وهذا إنما نشأ منه لعدم تحريره في النقل، واعتماده من هذا الفن على العقل», وقد تعقبه الشراح ممن جاء بعده ونبهوا على أوهامه، وهم ولا شك اعتمدوا عليه كلهم، وأفادوا منه فائدة كبيرة، حيث كشف لهم عن كثير من الأمور، بل فتح لهم الطريق؛ لكنهم تعقبوه، بعضهم تعصب عليه، وبعضهم أنصفه، وعلى كل حال الكتاب نافع وماتع ونفيس.
في مسائل الاعتقاد تبيّن أنه يميل إلى مذهب الأشاعرة، وإن تردد - في بعض الأحيان - بين السلفية والأشعرية، وأنه محب لأهل السنة، معتز بانتمائه إليهم، منتصر لهم، نابذ للآراء والفرق والمذاهب الباطلة، عالم بها.

## دراسة عن منهج الكرماني في شرح صحيح البخاري
في مسائل الفقه والأصول غلب عليه مذهبه الشافعي في تناول الخلاف، لكنه لم يُهمل الآراء والمذاهب الأخرى، بل كان يشير إليها، وإلى بعض أدلتها، لكنه لم يستقصِ البحث فيها، ولم يتوسع توسع الكتب المتخصصة في ذلك، وكان يصرّح بهذا، ويحيل على هذه الكتب؛ ولهذا أهمل الترجيح بين أقوال العلماء في كثير من المسائل.
في المسائل الحديثية لم يبرع فيها براعة المحدّثين، وكثرت أخطاؤه فيها، لكن ظهرت له بعض الميزات كحرصه على تلقي صحيح البخاري سماعاً وقراءة على يد الشيوخ الأثبات، وكذلك حرصه على ضبط الألفاظ وأسماء الأشخاص – وإن لم يخلُ من بعض الأخطاء، واهتم بجميع الجوانب الحديثية المتعلقة بالتراجم، والسند، والمتن، ومصطلح الحديث، والصناعة الحديثية للبخاري في كتابه إلا الجرح والتعديل، وتخريج الأحاديث، فلم يُعِرهما كبير اهتمام.
في المسائل اللغوية كان بارعاً في عرضها على جميع المستويات: صوتياً، وصرفياً، ونحوياً، ومعجمياً، ودلالياً، وعروضياً، وبلاغياً، وهذا الجانب من أخصب الجوانب في شرحه، وأكثر من النقل عنه فيه كثير من الشارحين.
في العلوم الأخرى المتفرقة كان يُشير إليها بحسب الحاجة، وأجاد في ذلك.
اعتمد على مجموعة جيدة ومتنوعة من المصادر، وتوسّط في ذلك، ولم يبلغ منزلة من توسّع في المصادر، وقد بدت شخصيته واضحة في التعامل مع ما ينقل عنه، من نقل وتأييد، أو رفض واعتراض، ونحو ذلك.
عُني عناية فائقة بحل الإشكالات التي ترد على صحيح البخاري، سواء في تراجمه، أو ترتيبه لكتبه وأبوابه، أو في أسانيده، أو في متونه، وهذا جانب متميّز فيه، استفاد منه الشارحون بعده.

## شروح على الكتاب
- مختصر الكواكب الدراري في شرح صحيح البخاري، لأحمد بن إبراهيم بن سبط ابن العجمي.[4]

## مصارد خارجية
- المكتبة الشاملة الحديثة